# Ариэль (роман)
«Ариэ́ль» — последний научно-фантастический роман Александра Беляева, изданный в 1941 году
В основу романа положен образ человека, способного летать без каких-либо приспособлений. Образ летающего юноши Ариэля близок к образу Ихтиандра из другого знаменитого романа Беляева, «Человек-амфибия»; так же, как и Ихтиандр, он получил уникальные физические способности, но при этом совершенно не способен к жизни в жестоком капиталистическом мире, что делает его игрушкой в руках людей, стремящихся к наживе.

## Сюжет
Главный герой — молодой англичанин Аврелий Гальтон (Ариэль), наследник богатого лорда, в раннем детстве оставшийся сиротой. Его опекуны, мистер Боден и мистер Хезлон, заинтересованные в том, чтобы их опекунство продлилось как можно дольше, стремятся к тому, чтобы Ариэль по достижении совершеннолетия был признан невменяемым. Для реализации этих планов Ариэля помещают в индийскую религиозную школу «Дандарат», находящуюся в Мадрасе.
Цель «Дандарата» — воспитание людей с уникальными возможностями, способных «творить чудеса»: факиров, медиумов, ясновидящих. Активную поддержку школе оказывают всевозможные оккультные и теософические организации. Основными методами воспитания являются расшатывание психики и тотальное подчинение воли воспитанников с помощью гипноза, в результате чего большинство воспитанников со временем становятся либо безвольными существами, либо сумасшедшими. И только единицы получают особые способности, сохранив здоровую психику.
В «Дандарате» Аврелий получает имя Ариэль (по созвучию со своим настоящим именем). Ему удаётся перенести все лишения и научиться скрывать свои истинные мысли и чувства от воспитателей. Ариэль становится наставником воспитанника по имени Шарад.
В лаборатории, находящейся при школе, английские учёные Чарлз Хайд и Оскар Фокс работают над проектом по созданию летающего человека. После многочисленных экспериментов Хайду удаётся открыть способ, позволяющий любому живому существу летать, используя броуновское движение (преобразуя его в направленное) молекул. Для проверки необходимо произвести эксперимент, и Бхарава, директор школы «Дандарат» (на самом деле англичанин по фамилии Пирс), решает сделать летающим человеком Ариэля.
Эксперимент проходит успешно. Получив способность летать, Ариэль при первой же возможности улетает из «Дандарата», взяв с собой Шарада. Стремясь убежать как можно дальше от школы, Ариэль с Шарадом на крыле самолёта, летящего из Мадраса в Калькутту, улетают в Бенгалию. Здесь они некоторое время живут в доме крестьянина Низмата и его внучки Лолиты, которые поначалу принимают Ариэля за бога из-за его способности к полёту.
Вскоре Ариэль становится пленником местного раджи: Мохита, советник раджи, решает использовать летающего человека для развлечения своего повелителя. В обмен на относительную свободу Ариэль соглашается на предложение никогда не покидать пределов дворца и развлекать раджу. Но вскоре Мохита начинает завидовать популярности, которой пользуется у раджи Ариэль, и решает избавиться от него. Мохита убеждает раджу в том, что Ариэль тайно встречается с его женой Шьямой, и разгневанный раджа приказывает бросить Ариэля в колодец в мешке с камнями. С огромным трудом Ариэлю удается выбраться из колодца, но это отнимает у него столько сил, что он теряет сознание от напряжения. Один из слуг это видит, но сохраняет втайне: Ариэль пользуется огромной популярностью среди слуг. Вспыльчивый раджа, успокоившись и поняв, что его обманули, приказывает слугам сбросить Мохиту на съедение тиграм.
Тем временем Джейн, старшая сестра Ариэля, становится совершеннолетней и приступает к поискам брата. Узнав у Бодена и Хезлона, что Ариэль находится в Индии, Джейн отправляется туда. В школе «Дандарат» Пирс сообщает ей о побеге и отправляется вместе с ней на дальнейшие поиски. Случайно им удаётся найти потерявшего сознание Ариэля. Очнувшись, Ариэль видит Пирса и решает, что тот собирается отправить его обратно в школу. В ужасе Ариэль улетает, а Джейн узнаёт, что её брат стал летающим человеком.
Пытаясь найти влиятельного покровителя, Ариэль отправляется к англиканскому священнику, пастору Кингсли, выдавая себя за индуса, решившего перейти в христианство. Во время проповеди Ариэль поднимается в воздух, утверждая, что это произошло благодаря его вере. Случай привлекает большое внимание, и люди, убеждённые в том, что христианский бог действительно может творить чудеса, начинают переходить в христианство.
Но вскоре Ариэль находит более выгодных союзников — американских цирковых магнатов Чэтфилда и Григга. Они убеждают его переехать в США, где уникальные способности позволяют Ариэлю стать чемпионом по нескольким видам спорта сразу (таким, как плавание и бег). Победы Ариэля приносят Чэтфилду огромную выгоду, Ариэль же, наконец-то, чувствует себя в безопасности от «Дандарата». Его обманом пытаются использовать гангстеры для похищения ребёнка. Случай позволяет ему этого избежать. Джейн удаётся разыскать брата и убедить его вернуться в Англию. Но жизнь в высшем обществе в Англии невыносима для Ариэля — он не выдерживает снобизма английских аристократов, которые считают индийских крестьян людьми второго сорта.
В конце книги Ариэль, обманув сестру, возвращается в Индию к своим друзьям — Низмату, Шараду и Лолите.

## Экранизации
- «Спутник планеты Уран» (1990)
- «Ариэль» (1992)